# Airi Suzuki
Airi Suzuki (鈴木愛理  Suzuki Airi?) (Prefectura de Chiba, 12 de abril de 1994) es una cantante y modelo japonesa. Ella es mayormente conocida por ser una de las 5 exintegrantes del grupo ℃-ute así como del conglomerado Hello! Project. Ella se unió por primera vez como miembro de la unidad Hello! Project Kids en 2002 a través de una audición y fue miembro de °C -ute en 2005. Suzuki también fue miembro del grupo Buono! junto a las exintegrantes e H!P Kids y Berryz Kobo Miyabi Natsuyaki y Momoko Tsugunaga. Después de que °C -ute se separó en junio de 2017, Suzuki hizo su debut en solitario en la primavera de 2018. Suzuki fue la vocalista principal de ℃-ute.

## Historia

### 2002
En el 2002, Airi Suzuki asistió a la Audiciones de las kids. Junto con 14 otras chicas Suzuki pasó la audición después de haber realizado "Kimochi wa Tsutawaru" por BoA. Ella hizo su primera aparición en la industria del entretenimiento como miembro de 4Kids, un grupo temporal que apareció en Mini Moni la película. La película se estrenó a finales de 2003, fecha en la que Airi Suzuki habían sido colocados en otro grupo temporal.
Junto con Tanaka Reina de Morning Musume y Miyabi Natsuyaki , otro Hello! Project Kids y Airi Suzuki formaron el grupo Aa!. El grupo lanzó una solo un single en el año 2003 y no más debido a las quejas de que las tres niñas eran demasiado jóvenes para entender los sentimientos que estaban cantando ,lo que se consideró algo injusto ya que las 3 niñas tenían mucho talento haciendo música juntas. En el momento Suzuki Airi tenía sólo 9 años, 6 meses y 17 días de edad, esto la convirtió en la cantante más joven en todo Hello! Project.

### 2005
En 2005 Airi Suzuki fue asignado como miembro del grupo Cute , junto con otras siete Hello! project kids. . Originalmente Cute se estrena con un sello independiente, pero en el 2007 hicieron su debut.

### 2007: Debut con °C-ute
El 21 de febrero de 2007 Cute lanzó su single debut, "Sakura Chirari". En el primer día en las cartas que ocupó el tercer lugar en las listas Oricon, una hazaña que ni siquiera había logrado el grupo Morning Musume (que había clasificado sexto en su single de debut). Con su single de debut, que se convirtió en el grupo más joven (con una edad promedio de 13) para clasificar en el top 10. Lanzaron tres singles de este año con Suzuki es el vocalista y de enfoque central para las tres versiones. Cute también lanzaron su primer mini-álbum. "2 Mini ~Ikiru a Iu Chikara~". El 30 de diciembre de 2007, Cute fue elegido para el premio al Mejor Nuevo Artista con el premio Japan Record.
Además, se anunció el 21 de julio de 2007 que Suzuki participará en una nueva unidad llamada Buono! con Momoko Tsugunaga y Miyabi Natsuyaki de Berryz Koubou . Airi Suzuki se unió al equipo de fútbol sala Gatas Brillhantes el 23 de abril de 2007

### 2008
Suzuki continuó sus tareas tanto en Cute y Buono!, La liberación de cuatro singles y un tercer álbum de estudio con Cute y cuatro singles y Buono! 

### 2010
A finales de octubre de 2010, Airi Suzuki apareció en la portada de la edición de diciembre de la revista UP Boy junto con Mayu Watanabe de AKB48. Esa fue la primera colaboración entre huecograbado AKB48 y Hello! Proyect.
En el mes de septiembre se hizo una encuesta sobre las más populares de Hello! Project. Suzuki saco el primer lugar como chica más popular de Hello! Project.

### 2011
Buono continuo con sus actividades después de casi 1 año sin activación , con Suzuki como la vocalista principal de los 2 singles que lanzaron en 2011.
A finales del 2011 se anunció que Buono! daría su primer concierto internacional en París el 12 de febrero de 2012.

## Vida personal
Airi es hija de los golfistas profesionales Toru y Kyoko Suzuki. Tiene  tres hermanos menores  takayuki suzuki  minako suzuki y yuko suzuki  Cuando estaba en jardín de infantes, tomó clases de canto. En 2017 se graduó de la Universidad de Keiō con un título en Estudios ambientales.

## Discografía

### Solista

#### Albumes de estudio
1. Do me a favor (2018)
2. i (2019)
3. 26/27 (2022)
4. 28/29 (2024)

## Drama
- Liliput Oukoku (2002)
- Hitmaker Aku Yu Monogatari es Sakurada Junko (NTV, 2008)
- Suugaku♥Joshi Gakuen (NTV, 2012)
- Piece – Kanojo no Kioku es Setouchi Madoka (NTV 2013)

## Películas
- Ketai Kanajo (2011)
- Vampire Stories Brothers (2011)
- Gomen-nasai (2011)
- Ōsama Game (2011)
- Mini Moni ja Movie: Okashi na Daibouken! (2002)

## Trivia
- Ambos padres de Suzuki fueron los golfistas profesionales, aunque su madre se había retirado antes de que Suzuki nació.

- Suzuki es la miembro más popular de Hello! Project.

- Nació 12 de abril de 1994 en Gifu, pero se crio en Chiba, Japón.

- Ha dicho que Ai Takahashi y Reina Tanaka son los miembros que más respeta.
- Tiene un hermano menor
- Ella comparte el mismo cumpleaños que Hitomi Yoshizawa de Morning Musume: 12 de abril.
- Su personaje favorito es el Kappa. Su manga favorito es "Cómo criar Kappas" (カッパ の 飼い 方; Kappa no Kaikata)
- Toca la corneta.
- Cuenta con seis perros.
- Es muy buena amiga de Sugaya Risako de Berryz Kobo.
- Es amiga cercana de Natsuyaki Miyabi y Maimi Yajima.
- Era amiga de Erika Umeda antes de cantar juntas.
- Es la segunda miembro de Cute en cotizar en iTunes.
- Michishige Sayumi dijo que si podía ser otro Hello! Project miembro, sería Airi porque quiere tener "ese buen sentimiento, cantando una canción con encanto, al igual que ella!"
- Su mejor amiga es Fujii Shuuka de FLOWER y Risako Sugaya de Berryz Kobo.